# Internationella matematikerkongressen 1912
Internationella matematikerkongressen 1912 var den femte Internationella matematikerkongressen som hölls från 22 augusti till 28 augusti 1912 i Cambridge i England.
574 medlemmar deltog, 134 följeslagare, 708 totalt.

## Plats
Vid kongressen i Cambridge i England, liksom den tidigare Romkongressen, låg tyngdpunkten på tillämpad matematik. Fyra av de åtta plenarföreläsningarna fokuserar på tillämpningar av matematik. Reglerna för kongressen har publicerats på engelska, franska, tyska och italienska.

## Landaus problem
Den 23 augusti 1912 klockan 15:30 höll Edmund Landau sin föreläsning Gelöste und ungelöste Probleme aus der Theorie der Primzahl Verteilung und der Riemannschen Zetafunktion.
Landaus problem är fyra välkända grundläggande problem om primtal, som Edmund Landau kallade "oöverskådliga i vetenskapens nuvarande tillstånd" vid den femte internationella matematikkongressen 1912.

## Effekter och arv
Internationella matematikerkongressen 1912 hade en stor inverkan på matematiken och lade grunden för dess fortsatta utveckling under 1900-talet. Presentationerna och diskussionerna som hölls på kongressen ledde till nya grenar av matematiken och teoretiska utmaningar som fortfarande är föremål för forskning.
Verket Principia Mathematica av Bertrand Russell och Alfred North Whitehead, som presenterades på kongressen, hade en djupgående påverkan på matematisk logik och filosofi. Detta verk fastställde en logisk grund för matematiken från några grundläggande axiom och lade grunden för mängdläran och modellteorin.
Den intuitiva mängdlära som presenterades av Luitzen Egbertus Jan Brouwer på kongressen, känd som "intuitionism", lade grunden för den konstruktivistiska teorin inom matematiken och intuitionistisk logik.
Henri Poincarés presentation om topologi, och särskilt om begreppet "homotopi", ledde till algebraisk topologi och homotopiteorin, som blev viktiga områden inom modern matematik.
G. H. Hardys föredrag om talteori, och särskilt om antalet primtal, inspirerade en generation av matematiker och ledde till viktiga framsteg inom talteorin.
Förutom dessa presentationer hade kongressen också inverkan på andra områden inom matematiken. Diskussionerna om geometri och matematisk fysik ledde till nya teoretiska utmaningar, och sessionerna om algebra och analys var början på nya utvecklingar inom dessa områden.
Sammanfattningsvis var Internationalen kongressen för matematik 1912 en viktig händelse i matematikens historia som hade en varaktig inverkan på disciplinen. Idéerna som presenterades på kongressen ledde till nya grenar av matematiken och teoretiska utmaningar som fortfarande är föremål för forskning.